# Транспорт Башкортостана
Транспорт Башкортостана — одна из важнейших отраслей экономики Башкортостана, которая обеспечивает экономические связи как внутри республики, так и с другими субъектами Российской Федерации и странами мира. Представлен автомобильным, железнодорожным, внутренним (речным) водным, авиационным, трубопроводным, а также в крупных городах — электрическим (трамвайным и троллейбусным) видами транспорта.

## Автомобильный транспорт
К дорогам общего пользования федерального и регионального значения относятся:
| Номер   | Часть международного маршрута | Название | Маршрут                                            | Примечания                                                                                | км   |
| ------- | ----------------------------- | -------- | -------------------------------------------------- | ----------------------------------------------------------------------------------------- | ---- |
| М5      | E 30 AH6 AH7                  | Урал     | Москва — Рязань — Пенза — Самара — Уфа — Челябинск | с подъездами к Рязани, Саранску, Пензе, Ульяновску, Самаре, Оренбургу, Уфе, Екатеринбургу | 2068 |
| М7      | E 22 E 017                    | Волга    | Москва — Владимир — Нижний Новгород — Казань — Уфа | с подъездами к Владимиру, Иваново, Чебоксарам, Ижевску, Перми                             | 1350 |
| Р240    |                               |          | Уфа — Оренбург                                     | с Западным обходом Уфы                                                                    |      |
| 80К-004 |                               |          | Бирск — Караидель — Месягутово — Сатка             | старый номер Р317                                                                         | 249  |
| 80К-012 |                               |          | Ира — Мраково — Баймак — Сибай — Магнитогорск      | старый номер Р361                                                                         | 294  |
| 80К-026 |                               |          | Стерлитамак — Белорецк — Магнитогорск              | старый номер Р316                                                                         | 255  |
| 80К-029 |                               |          | Уфа — Благовещенск — Бирск — Янаул                 | старый номер Р315                                                                         | 181  |

По территории республики будет проходить международная автомагистраль «Европа — Западный Китай».

## Железнодорожный транспорт

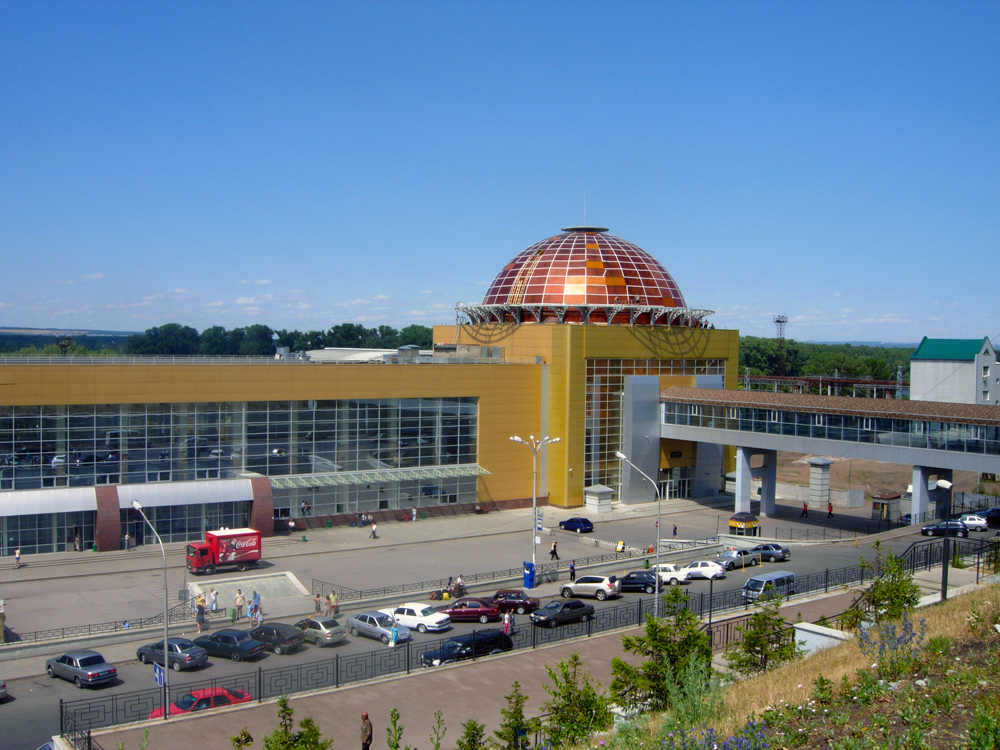
Железнодорожный вокзал Уфы

Железные дороги Башкортостана относятся к Башкирскому отделению Куйбышевской железной дороги, Ижевскому отделению Горьковской железной дороги, Карталинскому и Златоустовским отделениям Южно-Уральская железная дорога — филиалов ОАО «Российские железные дороги». Около 75% общей протяженности железных дорог республики и более 90% перевозок приходится на долю Башкирского отделения Куйбышевской железной дороги.
Проект железной дороги Самара — Уфа — Златоуст — Челябинск — Екатеринбург утверждён в 1885 году. Железнодорожный мост через Белую построен в 1888 году.
Первым действующим участком железной дороги, введённым в эксплуатацию в 1888 году на территории Башкортостана,  стал Самаро-Уфимский участок от станции Кинель до станции Уфа протяжённостью 486 км. К моменту открытия участка были построены 23 станции, 5 депо, Уфимские железножорожные  мастерские, 23 водокачки, около 700 открытых и закрытых товарных платформ,  мост через реку Белая, вокзал в Уфе. В 1890 году Самаро-Уфимская железная дорога была продолжена до Златоуста (длина 321 км), получив название Самаро-Златоустовская. Дорога была однопутной и обеспечивала пропуск 9 пар поездов в сутки.
В настоящее время электрифицированная сверхмагистраль Самара — Уфа — Челябинск с высокой загрузкой грузовым и пассажирским движением является главной железнодорожной артерией Башкортостана. Западнее от сверхмагистрали ответвляется другая широтная рельсовая магистраль Чишмы — Ульяновск — Инза, а недалеко от Уфы к магистрали примыкает ещё одна широтная электрифицированная дорога — Карламан — Белорецк — Магнитогорск. От Магнитогорска до Сибая проложена однопутная железная дорога.
Создание железнодорожной сети  в республике в 30 — 60‑х годах XX века связано с освоением месторождений нефти, газа, угля, руды и развитием строительной, нефтяной, химической, горнодобывающей отраслей промышленности.
Железнодорожные магистрали, проходящие через Уфу, обеспечивают связь западных и центральных районов Российской Федерации с Уралом и Сибирью. Между столицами Башкортостана и Российской Федерации курсирует фирменный пассажирский поезд «Башкортостан».
Важное значение имеет однопутная железная дорога Дёма — Мурапталово — Оренбург, которая обеспечивает, кроме внутриреспубликанских связей, кратчайшее сообщение Башкортостана с Оренбургской областью, Западным Казахстаном, Средней Азией, Нижнем Поволжьем и Северным Кавказом.
На северо-западе республики расположен небольшой участок электрифицированной двухпутной магистрали Москва — Казань — Екатеринбург со станцией в Янауле. От последнего имеется ответвление до города Нефтекамск. Подобные железные дороги республики относятся к линиям местного значения, таковыми являются Миасс — Учалы, Уруссу — Нарышево, Аксаково — Белебей, Амзя — Агидель и другие.
Эксплуатационная длина железных дорог общего пользования в Башкортостане на 2011 год составляет 1451 км, плотность путей сообщения — 10,2 км на 1000 кв. км. Длина подъездных путей предприятий составляет 603 км.

## Внутренний водный транспорт
Общая протяжённость водных путей в регионе, пригодных для судоходства, составляет 1018 км.
В 1858 году на реке Белой появились первые пароходы, а несколько лет спустя пароходное сообщение было открыто и на реке Уфе.
В 1859 году было открыто пассажирское сообщение Уфа — Казань, а в 1860 году пароход «Стрела» совершил 1-й рейс по перевозке железа до Нижнего Новгорода.
В 1937 году было создано Бельское речное пароходство.
Ныне пассажирские перевозки осуществляются по маршрутам Уфа — Пермь — Уфа, Уфа — Казань — Уфа, Уфа — Нижний Новгород — Уфа, Уфа — Астрахань — Уфа и другим.
В регионе насчитывается около десятка портово-пристанских пунктов, из которых наиболее значительными по грузо- и пассажирообороту являются Уфа, Бирск, Дюртюли, Николо-Березовка и Караидель.

## Воздушный транспорт

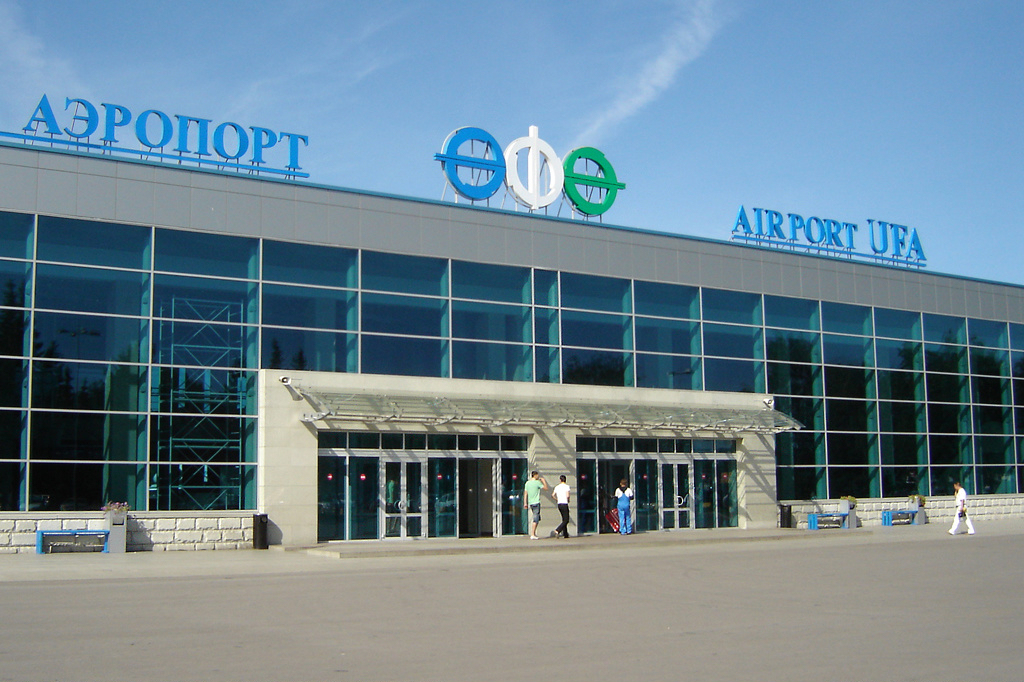
Международный аэропорт «Уфа»

В 1932 году в регионе был создан Уфимский авиационный отряд Приволжского управления гражданской авиации.
В 1933 году появилась первая воздушная линия по маршруту Уфа — Толбазы — Стерлитамак — Ишимбаево — Мелеуз — Мраково — Баймак — Магнитогорск — Белорецк — Архангельское — Уфа для перевозки грузов, почты и пассажиров.
Ныне из международного аэропорта Уфы выполняются регулярные внутренние рейсы в 27 городов России, а также регулярные международные рейсы в Киев, Симферополь Хургада, Шарм-эш-Шейх, Анталья, Барселона, Даламан, Стамбул, Ташкент, Худжанд, Бангкок, Душанбе, Ереван, Римини, Тель-Авив, Ларнака, Гоа, Дубай, Ираклион, Прага, Баку и другие.

## Трубопроводный транспорт
В 1937 году был построен нефтепровод Ишимбай — Уфа. Также были построены нефтепродуктопроводы Уфа — Омск — Новосибирск, Уфа — Курган — Петропавловск, Уфа — Запад и т. д., а также для транспортировки нефти — Туймазы—Омск, Усть-Балык — Курган — Уфа — Альметьевск, Нижневартовск — Самара и др.
По состоянию на 1994 год, протяженность водопроводных сетей республики составила 7389,7 км, магистральных тепловых — 4777,3 км, а уличной канализационной сети — 998,3 км.
Территорию республики пересекает многониточная система газопроводов Западная Сибирь — Центр.
За 1995—2000 гг. протяженность магистральных нефте- и нефтепродуктопроводов увеличилась с 5098 до 5258 км.
В 2008 году в республике на трубопроводный транспорт приходилось 70,5 % грузооборота, а в перемещении грузов — 67,2 %.
По состоянию на октябрь 2015 года протяженность нефте и нефтепродуктопроводов составляет порядка 5000 км.